# Otzenrath
Otzenrath était un district de ce qui était alors la commune de Jüchen dans le district rhénan de Neuss en Rhénanie du Nord-Westphalie. Otzenrath a dû céder la place à la mine à ciel ouvert de Garzweiler de RWE Power AG, et a été transférée avec le village voisin d'Alt-Spenrath, respectivement à Neu-Otzenrath et Neu-Spenrath.

## Alt-Otzenrath
Alt-Otzenrath (littéralement Vieux Otzenrath) est l'ancienne commune. 
|             | Alt-Holz      |                |
| Borschemich | Alt-Otzenrath | Alt-Garzweiler |
|             |               |                |

## Neu-Otzenrath
Neu-Otzenrath ou Otzenrath est une partie de la ville de Jüchen. Elle a été fondée en 1999 (25-26 ans).

### Géographie
Neu-Otzenrath borde Mönchengladbach-Sasserath au nord, Kamphausen au nord-est, Schaan à l'est, et Hochneukirch au sud et Neu-Holz à l'ouest .

### Axes de communication
Otzenrath est desservi via la jonction Mönchengladbach-Odenkirchen par l'A44.